# 25 × 59 mm
Die 25×59-mm-Munition wurde von Primex Technologies (heute General Dynamics Ordnance and Tactical Systems) für die Objective Crew Served Weapon (OCSW), auch bekannt als XM307, und die Objective Sniper Weapon (OSW), auch bekannt als XM109, entwickelt. Die Granate wurde dafür konzipiert, mit Einschlags- oder Luftzündung zu detonieren, um je nach Ziellagesituation eine optimale Wirkung zu entfalten. Zwar wurden sowohl die OCSW als auch die OSW samt den Granaten zur Serienreife entwickelt, eine Beschaffung erfolgte jedoch nicht.

## Geschichte
Die Entwicklung der Munition begann 1995 mit Festlegung der Spezifikationen für die OCSW. Dabei wurde festgelegt, dass die Waffe 25-mm-Munition mit mindestens 250 Schuss pro Minute verschießen müsse, bis zu einer effektiven Reichweite von 2000 Metern. General Dynamics Armament and Technical Products wurde beauftragt, die 25-mm-Waffe zusammen mit einer Dreibeinlafette zu entwickeln. Primex Technologies war der Hauptvertragspartner des Verteidigungsministeriums und für die Integration der Systeme verantwortlich. Zudem war Primex Technologies hauptsächlich für die Entwicklung und Herstellung der 25-mm-Munition zuständig. Die Firma Kaman Dayran war ebenfalls an dem Projekt beteiligt und entwickelte den Zündmechanismus der Granaten. 1999 wurden erstmals unbemannte Schussversuche mit der Ein-Mann-Version und der Zwei-Mann-Version der OCSW durchgeführt. Im Juni 2002 folgten am Aberdeen Proving Ground weitere Schusstests. 2004 erreichte die OCSW schließlich alle vorgegebenen Parameter.
Die Objective Sniper Weapon (OSW) kam nur als Quereinsteiger an die 25-mm-Munition. Nachdem das Projekt ursprünglich technologieoffen war, wurde aufgrund der Anforderungen der US Special Forces die Anti-Materiel-Fähigkeit stärker gewichtet. Das Joint Service Small Arms Program (JSSAP) führte daraufhin im Jahr 2002 Schusstestes mit dem 25-mm-Prototyp der Objective Sniper Weapon aus, der mit einem Barrett M82 verglichen wurde. Die OSW schnitt dabei besonders auf große Entfernungen besser ab, es wurde nur etwa die Hälfte der Munitionsmenge verbraucht. Anfang 2004 wurde der Barrett Firearms Manufacturing, Inc der Auftrag erteilt, Leistung und Rückstoß der Waffe zu verbessern, und 10 verbesserte Prototypen zu bauen. Diese wurden im August 2004 an die Army ausgeliefert. Innerhalb der nächsten sechs Monate sollte die Waffe weiterentwickelt werden, um luftzündende Munition verschießen zu können. Ebenso sollten später alle Arten von Munition im Kaliber 25 × 59 mm verschossen werden können. 2006 wurde die Waffe zusammen mit der Barrett M107 und dem Barrett XM500 als Anti-Materiel Payload Rifle durch den Kongress der Vereinigten Staaten gewinkt, eine Beschaffung erfolgte jedoch nicht.
Nachdem der Bedarfsträger Zweifel an der Effektivität der XM1018-Granate des HK XM29 anmeldete, wurde das OICW-Programm 2004 in drei Teile aufgeteilt. OICW Increment I sollte ein modernes Sturmgewehr in die Truppe einführen (HK XM8), und OICW Increment II sollte einen Airburst-Granatwerfer hervorbringen (HK XM25). Die XM25 verwendet dieselben 25 × 59 mm Granaten, aber mit kürzerer Hülse, sodass nur eine Mündungsgeschwindigkeit von 210 m/s erreicht wird. Zur Unterscheidung werden diese Granaten als 25 × 40 mm bezeichnet. Im Juli 2007 übernahm ATK auch die Entwicklung der 25-mm-Granaten, nachdem die Firma bereits für die 20-mm-Granaten des OICW zuständig war. Die Zündeinheit der 25 × 40 mm Granaten ist ähnlich aufgebaut, aber nicht identisch.

## Überblick

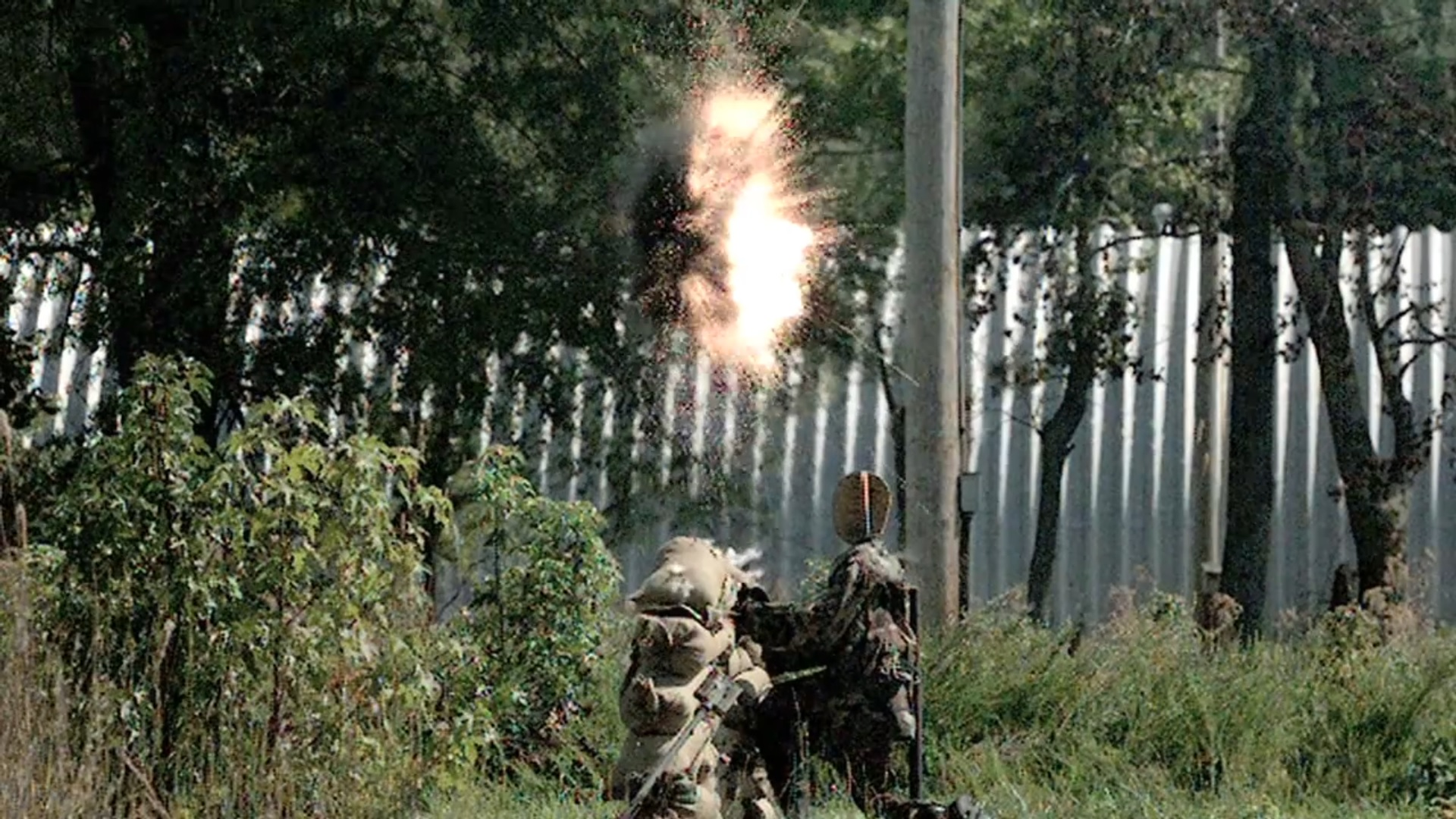
Luftdetonation einer 25-mm-Granate der HK XM25. Durch den Bodenzünder sind Seiten- und Heckbereich fast splitterfrei.

Die Effektivität von Granaten hängt allein von den Splittern ab, welche diese aussenden. Je schneller und schwerer diese sind, desto größer ihre Zerstörungskraft. Je zahlreicher diese sind, desto höher die Trefferquote auf größere Entfernung. In der Praxis ergibt sich so ein Zielkonflikt, da Volumen und Oberfläche beschränkt sind: Eine dickere Wand erhöht die Splittermasse, reduziert aber das Sprengstoffvolumen. Größere Splitter ermöglichen ein konstantes Sprengstoffvolumen, reduzieren aber die Zahl der Splitter. Folglich ist ein möglichst leistungsfähiger Sprengstoff, und ein möglichst schweres Wandmaterial die beste Wahl, kann jedoch aus Kostengründen nicht immer verwirklicht werden.
Sekundär ist auch der Aufbau des Geschosses entscheidend: Durch die Eigengeschwindigkeit ergibt sich bei Heckzündern ein nach vorne gerichtetes, kegelförmiges Splitterbild. Die Seite und der Heckbereich sind fast splitterfrei. Bei Kopfzündern ist das Splitterbild invertiert. Hier ist ein kegelförmiger Bereich vor dem Geschoss fast splitterfrei, dafür sind Seiten- und Heckbereich betroffen. Je nach Ziellage kann der eine oder andere Aufbau von Vorteil ein: Bei Personen im Freien sind Heckzünder vorteilhafter, die Granate detoniert dann kurz vor dem Ziel, welches vom Splitterkegel getroffen wird (Bild links). Bei Einschlagszündung ist die Wirkung auf das getroffene Objekt besser. Bei Gegnern in Deckung sind Kopfzünder besser, da Personen die rechtwinklig zur Flugbahn stehen, zum Beispiel hinter einem Hindernis oder Fensterrahmen, effektiver getroffen werden können. Bei der Kontaktzündung wiederum kann die Umgebung besser eingesplittert werden.
Die Zünderposition der 25-mm-Granaten war während der Entwicklung einem stetigen Wandel unterworfen: Sah das anfängliche Konzept noch durchgehend Heckzünder für alle Varianten vor, wurde die Zündeinheit der Hochexplosivversion (HEAB) später in die Mitte der Granaten verlegt, um das Splitterbild optimal zu gestalten. Aus Kostengründen wurde die HEDP-Version mit einem COTS-Kopfzünder ausgerüstet, was zu der charakteristischen Spitze führte. Die späteren 25 × 40 mm Granaten von ATK werden hingegen mit einem Heckzünder ausgerüstet, und werden von dem HK XM25 verschossen.

## Technik

### Aufbau
Die Steuerelektronik saß bei der Hochexplosivversion (HEAB) in der Mitte der Granate und nahm etwa 33 % des Volumens der Granate ein. Das System bestand aus der mechanischen Sicherung (engl.: Safety and Arming Device) und der Mikroelektronik, beides wurde von Kaman Dayran entwickelt. Die Sicherung war im Gegensatz zu den 20-mm-Granaten nicht als Mikrosystem ausgelegt, sondern als Makrosystem mit 7,6 mm Dicke. Die Mechanik war als eine Art Spindelhemmung ausgelegt, welche sich beim Schuss freigab. Aus Kostengründen war sie komplett aus Plastik gefertigt. Trotz dieser Materialwahl konnte das System 100.000 Umdrehungen pro Minute und 100.000 g verkraften, und nach MIL-STD-1316 qualifiziert werden. Das nachfolgende Elektronikmodul bestand aus drei Leiterplatten, welche in der Granate der Länge nach übereinander gestapelt eingebaut und miteinander verbunden waren. Über Kontaktbänder an der Außenwand des Geschosses konnte sie durch das Feuerleitsystem programmiert werden. Dabei war eine Zwei-Wege-Kommunikation möglich, um die Zuverlässigkeit zu erhöhen. Die Granaten konnten dabei beliebig oft neu programmiert werden, falls der schwenkbare Laser des Feuerleitsystems auf ein anderes Ziel wechselte. Das Modul beinhaltete auch den Zeitzünder, welcher durch einen Countdown die Luftexplosion der Munition über dem Ziel auslöste. Um die Präzision zu verbessern, wurde die Mündungsgeschwindigkeit der Granate von dieser selbst gemessen, vermutlich über die Kontaktbänder. Eine eigene Energieversorgung über Batterien war vorhanden. Im Normalfall wurde aber durch den Kontakt mit den Bändern ein Kondensator aufgeladen, der die Elektronik mit Energie versorgte. Ein Ableitwiderstand war ebenfalls eingebaut, um die Granate 90 bis 210 Sekunden nach dem Abschuss zündunfähig zu machen. Der Kontaktzünder war unabhängig von der Elektronik und zündete die Granate beim Einschlag, wenn sie den Sicherungsbereich verlassen hatte (ca. 50 m).
Durch die größere Oberfläche konnten die Gefechtsköpfe der 25 mm XM1019 HEAB vorne und hinten einfacher ausfallen als bei der 20 mm XM1018: Statt durch heißisostatisches Pressen (HIP) wurden hier Stahlplättchen in einem zweistufigen Prozess erst vorgekerbt, um die Sollbruchstellen beim Zersplittern zu erzeugen, und dann in die Fingerhutform gepresst. Die Version XM1049 HEDP verwendete zuerst einen Heckzünder mit einer Hohlladung aus Kupfer, später wurde auf einen spitzen, bereits auf dem Markt vorhandenen Kopfzünder und eine Hohlladung aus Molybdän gewechselt. Beide Varianten verwendeten als Sprengstoff LX-14. Dieser besteht zu 95,5 % aus HMX, die restlichen 4,5 % sind thermoplastische Polyurethane und Bindemittel. Die Blendgranate XM1051 übernahm den Mittelzünder der XM1019 HEAB. Alle Varianten verwendeten dieselben Hülsen aus Aluminium, dieselbe Treibladung und dieselben Anzündhütchen. Der Rückstoßimpuls der Munition entsprach einem Geschoss im Kaliber 12,7 × 99 mm NATO.

### Varianten
Für die General Dynamics XM307 und die Barrett XM109 waren insgesamt sechs Geschossvarianten angedacht, welche alle fast serienreif waren. Im Gegensatz zur 20-mm-Familie wurden keine Gasgranaten entwickelt. ATK bot später noch eine Chain Gun namens LW25 an, welche diese Munition verschießen konnte. Die Granaten waren mit einem Farbschema versehen, sodass diese schnell identifiziert werden konnten.
- XM1019 High Explosive Air Burst (HEAB): Eine programmierbare, luftzündende hochexplosive Granate. Das Farbschema ist gelb.
- XM1047 Blank (Exerziermunition): Exerziermunition. Das Farbschema ist gold.
- XM1049 High Explosive Dual Purpose (HEDP): Eine Mehrzweckgranate mit Hohlladung, Splittermantel und Kontaktzündung. Durchschlägt 51 mm RHA. Das Farbschema war rot, später an der Spitze zu erkennen.
- XM1050 Training Practice (TP): Eine Übungsgranate ohne Gefechtskopf. Das Farbschema ist blau.
- XM1051 Target Practice-Spotter (TP-S): Eine programmierbare, luftzündende Blendgranate. Das Farbschema ist blau mit roter Nase.
- High-Explosive Incendiary (HEI): Sprengbrandmunition, Aufbau wie XM1049 HEDP nur ohne Hohlladung.